# Gai printemps
Gai printemps, aussi titré impromptu, op. 11, est une œuvre pour piano de la compositrice Mel Bonis, datant de 1889.

## Composition
Mel Bonis compose Gai printemps pour piano avant 1889. L'œuvre a été publiée d'abord aux éditions Durdilly en 1889, puis rééditée chez Leduc en 1897, chez Lemoine en 1993 et chez Furore en 2006. Après rétrocession de l'œuvre par Henry Lemoine, elle est publiée dans un recueil appelé « Six pièces pour le piano ». L'œuvre a souvent été imposée dans les concours de fin de premier cycle en piano dans les conservatoires français.

## Analyse
Gai printemps fait partie des œuvres inspiré du genre de la valse, genre qui inspirera à la compositrice plusieurs œuvres comme Étiolles, Viennoise, Les Gitanos, Orientale, Soirs d'antan, la Suite en forme de valses, L'Escarpolette, la Boston Valse des Cinq Petites Pièces pour piano, le Diamant noir et les Six Valses-Caprice. Très vivace, elle exprime la jeunesse et la gaieté. Qualifiée de « petit chef-d'œuvre », elle a une structure formelle affirmée.

## Edition actuelle
- In Mel Bonis, œuvres pour piano, Volume 2 - Pièces pittoresques et poétiques A; éd. Furore, 2006

## Discographie
- Mel Bonis, pièces pour piano, par Lioubov Timofeïeva, Voice of Lyrics C341, 1998 (BNF 38529839)
- L'ange gardien, par Laurent Martin (piano), Ligia Digital LIDI 01033181-07, 2007 (OCLC 884450880)
- Regards : œuvres choisies de Mel Bonis, par Cécile Chaminade, Clara Schumann, Marianna von Martinez - Didier Castell-Jacomin (piano), Continuo Classics/Integral classic INT 221.250, 2011 (OCLC 929671250)
- Bonis: Le diamant noir (Danses), Laurent Martin (piano), Ligia, 2016.
- Myriam Barbaux-Cohen (piano) et Mel Bonis, Mémoires d'une femme, Ars Produktion, janvier 2022. (EAN 4260052383490)

## Sources
- Étienne Jardin, Mel Bonis (1858-1937) : parcours d'une compositrice de la Belle Époque, 2020 (ISBN 978-2-330-13313-9 et 2-330-13313-8, OCLC 1153996478, lire en ligne)
- (fr + de + en) Eberhard Mayer et Christine Géliot, Pièces pittoresques et poétiques, vol. A (1881-1895), Kassel, Furore Verlag, 2006, 52 p. (ISMN 9790500129196).